# Hydropsyche namwa
Hydropsyche namwa är en nattsländeart som beskrevs av Martin E. Mosely 1939. Hydropsyche namwa ingår i släktet Hydropsyche och familjen ryssjenattsländor. Inga underarter finns listade i Catalogue of Life.